# Sõmeru
Sõmeru est un petit bourg de la commune de Sõmeru du comté de Viru-Ouest en Estonie .
Au 31 décembre 2011, il compte 1208 habitants.